# Légitime défense en droit international public
Pour un article plus général, voir Légitime défense.
En droit international public, la notion de légitime défense  a été introduite parallèlement à l'interdiction du recours à la force armée, dont elle est parfois présentée comme la contrepartie. Il s'agit cependant, aux termes mêmes de la Charte de l'ONU (article 51)  d'un "droit naturel" de l'Etat, en réalité un droit coutumier bien antérieur au principe de prohibition du recours à la force posé par la Charte de l'ONU.

## Historique de l'introduction de la notion
Il a eu lieu en plusieurs étapes. L'article premier de la deuxième Convention de La Haye (1907), dite Drago-Porter, dispose que les parties contractantes sont « convenues de ne pas avoir recours à la force armée pour le recouvrement de dettes contractuelles réclamées au gouvernement d'un pays par le gouvernement d'un autre pays comme dues à ses nationaux. »
Cependant, le premier pacte réel est le pacte de la Société des Nations (28 juin 1919) par lequel les États acceptent des restrictions au recours à la guerre. Il distingue guerres illicites et guerres licites, dont la légitime défense fait implicitement partie. Dans le pacte Briand-Kellogg (26 août 1928), le recours à la force pour légitime défense est implicitement admis en ce sens qu'il n'est pas interdit. Cependant, l'une des critiques à l'égard de ce pacte est justement l'absence manifeste d'exception, ce qui fragilise cette interdiction.
Enfin, l'art. 51 de la Charte des Nations unies (26 juin 1945), tout en explicitant le droit de légitime défense, l'étend à la légitime défense collective :
« Aucune disposition de la présente Charte ne porte atteinte au droit naturel de légitime défense, individuelle ou collective, dans le cas où un Membre des Nations unies est l'objet d'une agression armée, jusqu'à ce que le Conseil de sécurité ait pris les mesures nécessaires pour maintenir la paix et la sécurité internationales. »

## Définition
Comme en droit civil, le droit de légitime défense est défini comme une exception au principe de non-recours à la force ; son exercice doit être proportionné à l'agression subie et la riposte doit être immédiate. Dans l'art. 1 de la résolution 3314 du 14 décembre 1974, les Nations unies précisent les circonstances nécessaires :
« L'agression est l'emploi de la force armée par un État contre la souveraineté, l'intégrité territoriale ou l'indépendance politique d'un autre État, ou de toute autre manière incompatible avec la Charte des Nations unies, ainsi qu'il ressort de la présente définition. »
Ainsi, est une agression une invasion, mais aussi un blocus ou un bombardement. L'arrêt Activités militaires et paramilitaires au Nicaragua de la Cour internationale de justice (27 juin 1986) y ajoute « l'envoi par un État ou en son nom de bandes et de groupes armés (…) contre un autre État d'une gravité telle qu'il équivaut à une véritable agression accomplie par des forces régulières ». En revanche, l'ONU a refusé la demande des pays du tiers monde d'ajouter à la liste l'agression idéologique ou économique.

## Invocations de la légitime défense collective
La légitime défense collective consiste en la faculté pour un État non directement agressé d'intervenir sur la demande expresse d'un Etat agressé, et donc, parfois, au nom d'accords de défense le liant au pays agressé. Il a été invoqué par les États-Unis au Liban en 1958, au Viêt Nam et à Saint-Domingue, contre le Nicaragua en 1985, et par l'URSS pour justifier ses interventions à Prague (1968) et en Afghanistan (1979).
Pour justifier leur intervention au Viêt Nam, les États-Unis ont invoqué une notion de légitime défense permanente, justifiée selon eux, par les incursions continues de bandes armées venues du Nord. Cette notion n'a cependant jamais été consacrée en droit international public.

## Théorie de la légitime défense préventive
La légitime défense est donc autorisée lorsqu'un Etat est en train ou vient de subir une agression armée (article 51 de la Charte de l'ONU). Depuis l'affaire de la Caroline, des critères d'admissibilité d'une légitime défense anticipée ont été établis et sont progressivement entrés dans le droit coutumiers . Cette définition coutumière a été reprise par le Tribunal de Nuremberg.
Le recours à la force en état de légitime défense anticipée est ainsi permis lorsqu'il répond à une double exigence de nécessité et de proportionnalité.
Les Etats Unis ont encore étiré le concept en justifiant des actions de légitime défense préventive, théorisé sous le nom de "Doctrine Bush". Cette doctrine a semé l'émoi parmi la communauté des juristes internationaux, qui ne l'ont jamais acceptée comme plusieurs organisations internationales, telles le Conseil de l'Europe . Il s'agirait d'une légitime défense contre une attaque qui pourrait survenir.
À la suite de l'annonce par l'Amérique d'une politique d'intervention préventive, d'autres pays se sont joints au débat en annonçant de possibles politiques d'intervention préventives. Par exemple, John Howard, premier Ministre Australien, annonça le 1er décembre 2002 , la nécessité d'une réévaluation de la notion de légitime défense et déclara que l'Australie prendrait si nécessaire des mesures anticipées pour prévenir les attaques d'organisations terroristes opérant dans le Sud-Est asiatique.
La Cour Internationale de Justice a déclaré à plusieurs reprises son hostilité à une interprétation extensive de la notion de légitime défense, notamment dans les arrêts Activités militaires et paramilitaires au Nicaragua et contre celui-ci (Nicaragua c. États-Unis d'Amérique)  bien que des juges se soient déclarés hostile à cette interprétation restrictive 
Enfin, certains commentateurs ont estimé que la légitime défense préventive avait été invoquée par Israël à cinq reprises :
- en 1967 contre l'Égypte (guerre des Six Jours) ; cependant, Israel a également justifié ses actions par le fait que les activités égyptiennes étaient constitutives d'agressions armées, que le blocus imposé par l'Egypte était un acte de guerre et que l'Etat réagissait à une "menace imminente" constituée par le déploiement massif de troupes égyptiennes aux portes d'Israel [11].
- en 1981 contre l'Irak (destruction d'un réacteur nucléaire susceptible d'utilisation militaire) ; Les arguments présentés à l'époque présentent de fortes similarités avec les arguments avancés par les Etats Unis pour justifier la "guerre préventive" en Irak : l'attaque israélienne visait un Etat considéré hors la loi par Israel et avait pour but d'empêcher cet Etat d'acquérir des armes de destruction massive. Il a cependant été soutenu que  l’attaque aurait été un élément légitime d’une guerre continuelle entre l’Irak et Israël, car l’Irak n’a jamais signé l’Accord d’armistice conclu en 1949 par Israël, l’Egypte, la Jordanie, le Liban et la Syrie.

Elle a également été évoquée par les États-Unis à l'adresse de son opinion interne (et non devant le Conseil de sécurité) à l'occasion de la guerre d'Irak (2003-2005). Cette conception de la légitime défense a été rejetée dès le début par la majorité des États.